# Харчевня (Вологодская область)
Харчевня — деревня в Бабаевском районе Вологодской области.
Входит в состав Борисовского сельского поселения, с точки зрения административно-территориального деления — в Борисовский сельсовет.
Расположена на правом берегу реки Нижняя Чужбойка. Расстояние по автодороге до районного центра Бабаево составляет 67 км, до центра муниципального образования села Борисово-Судское — 5 км. Ближайшие населённые пункты — Занино, Некрасово, Порошино.
Во время Великой Отечественной войны 1941-1945 гг. в деревне Харчевня базировался 18 скоростной бомбардировочный авиаполк. Аэродром находился вдоль всей деревни по левую сторону от дороги (если двигаться от Борисова), и в документах назывался "Постоялый Двор», по названию следующей деревни вдоль этой же дороги. Лётчики проводили боевую работу на Тихвинском направлении в ноябре-декабре 1941 года, в основном ночью. Несколько лет назад на въезде в Харчевню был установлен памятный информационный знак. 
Неподалёку от деревни на берегу речки расположена Церковь Покрова на Нижней Чужбойке.
Население по данным переписи 2002 года — 81 человек (36 мужчин, 45 женщин). Преобладающая национальность — русские (99 %).